# Bézhetsk
Bézhetsk (ruso: Бе́жецк) es una ciudad rusa, capital del raión homónimo en la óblast de Tver.
En 2021, el territorio de la ciudad tenía una población de 22 663 habitantes, de los que 21 466 vivían en la propia ciudad y el resto en cuatro pedanías: las aldeas de Ivánovskoye, Pestija, Starovo-Podgoródneye y Trofimtsevo.
Se ubica unos 100 km al noreste de la capital regional Tver, sobre la carretera 28K-0058 que lleva a Vesegonsk. Al oeste de Bézhetsk sale la carretera 28K-0034, que lleva a Vyshni Volochok, y al sureste un camino rural a Kashin y Kaliazin. La ciudad está atravesada por el río Mologa, en un tramo en el que forma lagos.

## Historia
Es una de las ciudades más antiguas de la región, cuya existencia como ciudad se conoce desde época medieval. Según la tradición local, se fundó como el pueblo de Bézhichi, 20 km al norte de la actual Bézhetsk, por refugiados procedentes de la ciudad de Nóvgorod. La antigua localidad, mencionada en documentos desde 1137, llegó a ser la ciudad capital de una piatina, una de las cinco regiones en las que se dividía el territorio medieval de Nóvgorod. En 1272, las tropas de Sviatoslav Yaroslávich, príncipe de Tver, destruyeron el asentamiento original y lo refundaron en el lugar de la actual ciudad como la fortaleza de Gorodetsk. Perteneció a Tver hasta finales del siglo XIV, cuando se integró en el principado de Moscú, que en 1433 entregó el señorío a un hijo de Yuri de Zvenígorod.
El Imperio ruso dio a la localidad su topónimo actual en 1766, y reconoció su título histórico de ciudad en 1775. En 1796 pasó a ser la sede de un uyezd en la gobernación de Tver. En 1876 se abrió una estación de ferrocarril y en los años posteriores la ciudad se desarrolló como centro de comercio de lino. En 1929 pasó a ser una de las capitales distritales de la óblast de Moscú, aunque en 1935 pasó definitivamente a la óblast de Kalinin. El patrimonio histórico  de origen medieval de la ciudad fue gravemente expoliado por la Unión Soviética en 1935-1937, cuando diez iglesias ortodoxas fueron destruidas con el objetivo de obtener ladrillos, teóricamente para una fábrica de lino que no llegó a construirse.